# Monika Schachl
Monika Schachl (nascida em 21 de agosto de 1978) é uma ex-atleta profissional austríaca que competia em provas de ciclismo de estrada e ciclismo de montanha. Representou seu país, Áustria, nos Jogos Olímpicos de Verão de 2008, e mais tarde capturou três títulos de campeã austríaca cada um no ciclismo de montanha, corrida de estrada e contrarrelógio durante as temporadas de 2005 e 2008. Antes de sua retirada oficial em 2009, Schachl competiu pela equipe Uniqa Graz em eventos profissionais de elite feminino no Campeonato Mundial UCI de Ciclismo em Estrada e Campeonato Austríaco da mesma disciplina.
Schachl qualificou-se para o pelotão austríaco na prova de estrada feminina nos Jogos Olímpicos de Verão de 2008 em Pequim, ao receber uma das duas vagas disponíveis da nação pela Copa do Mundo UCI. Ela concluiu com êxito uma corrida esgotante com esforço do quadragésimo sexto lugar em 3:36:37, atrás de Lieselot Decroix (Bélgica) e Alessandra Grassi (México), por um escasso intervalo de dois segundos.